# Cyclisme aux Jeux olympiques d'été de 1976
Navigation
Munich 1972 Moscou 1980
Aux Jeux olympiques d'été de 1976, il existe deux disciplines de cyclisme : le cyclisme sur piste, le cyclisme sur route.

## Podiums

### Hommes
| Podiums                             |                                                                                        |                                                                                 |                                                                     |
| Route                               |                                                                                        |                                                                                 |                                                                     |
| Course en ligne                     | Bernt Johansson Suède                                                                  | Giuseppe Martinelli Italie                                                      | Mieczysław Nowicki Pologne                                          |
| 100 km contre-la-montre par équipes | Union soviétique Aavo Pikkuus Valeri Tchaplyguine Anatoli Tchoukanov Vladimir Kaminski | Pologne Ryszard Szurkowski Tadeusz Mytnik Mieczysław Nowicki Stanisław Szozda   | Danemark Jørn Lund Verner Blaudzun Gert Frank Jørgen Hansen         |
| Piste                               |                                                                                        |                                                                                 |                                                                     |
| Kilomètre                           | Klaus-Jürgen Grünke Allemagne de l'Est                                                 | Michel Vaarten Belgique                                                         | Niels Fredborg Danemark                                             |
| Vitesse individuelle                | Anton Tkáč Tchécoslovaquie                                                             | Daniel Morelon France                                                           | Jürgen Geschke Allemagne de l'Est                                   |
| Poursuite individuelle              | Gregor Braun Allemagne de l'Ouest                                                      | Herman Ponsteen Pays-Bas                                                        | Thomas Huschke Allemagne de l'Est                                   |
| Poursuite par équipes               | Allemagne de l'Ouest Peter Vonhof Gregor Braun Hans Lutz Günther Schumacher            | Union soviétique Viktor Sokolov Vladimir Osokin Alexandre Perov Vitali Petrakov | Grande-Bretagne Ian Hallam Ian Banbury Michael Bennett Robin Croker |

## Tableau des médailles
| Rang | Nation               | Or | Argent | Bronze | Total |
| ---- | -------------------- | -- | ------ | ------ | ----- |
| 1    | Allemagne de l'Est   | 2  | 0      | 0      | 2     |
| 2    | Union soviétique     | 1  | 1      | 0      | 2     |
| 3    | Allemagne de l'Ouest | 1  | 0      | 2      | 3     |
| 4    | Tchécoslovaquie      | 1  | 0      | 0      | 1     |
| 4    | Suède                | 1  | 0      | 0      | 1     |
| 6    | Pologne              | 0  | 1      | 1      | 2     |
| 7    | Belgique             | 0  | 1      | 0      | 1     |
| 7    | France               | 0  | 1      | 0      | 1     |
| 7    | Italie               | 0  | 1      | 0      | 1     |
| 7    | Pays-Bas             | 0  | 1      | 0      | 1     |
| 11   | Danemark             | 0  | 0      | 2      | 2     |
| 12   | Grande-Bretagne      | 0  | 0      | 1      | 1     |